# Діастереомери
Діастереомéри — стійкі (можуть бути ізольовані в індивідуальному стані) просторові ізомери, що різняться фізичними і, до певної міри, хімічними властивостями. Коротко кажучи, діастереомери є просторовими ізомерами, які не переходять один в інший при дзеркальному відбиванні. Вони також різняться і спектральними властивостями, в першу чергу в ЯМР-спектроскопії.

## Загальний опис
Стереоізомери, які відрізняються конфігурацією елементів асиметрії, але при цьому не є парою оптичних антиподів (не є енантіомерами). Сюди відносяться стереоізомери з кількома хіральними центрами, частина яких має однакову абсолютну конфігурацію. Можуть бути обидва хіральні; один хіральний, а другий ахіральний; обидва ахіральні. В загальному випадкові — це молекули, що мають однакову будову, але відрізняються за якоюсь скалярною властивістю, найважливішою з яких є між'ядерна віддаль вибраної пари груп чи атомів (наприклад, у парі Z і E-ізомерів). Можуть бути йонами й солями, де різні елементи асиметрії присутні як у катіоні, такі в аніоні. Є σ- і π-діастереомери: перші відмінні між собою за конфігурацією хіральних частин у молекулі, а другі є такими ж, що й геометричні ізомери. Діастереомери мають аналогічні, але неідентичні фізичні та хімічні властивості. Синонім — діастереоізомери.

## Типи діастереомерів
Розрізняють два типи діастереомерів: σ-діастереомери та π-діастереомери. Перший тип пов'язаний із хіральністю, другий із подвійним зв'язком.

### σ-Діастереомери
Класичні діастереомери, існування яких зумовлене наявністю в молекулі щонайменше двох хіральних елементів (в найпоширенішому випадку це хіральні центри). Нижче як приклад наведено дві пари енантіомерів: D- та L-алоза; D- та L-глюкоза. Будь-яка алоза до будь-якої глюкози відноситься як діастереомер.
Також до σ-діастереомерів належать просторові ізомери ди- та полізаміщених похідних циклічних сполук, хоча дизаміщені похідні традиційно називають за допомогою цис-транс- (чи то E/Z) номенклатури.

### π-Діастереомери
Подвійний зв'язок C=C не дозволяє ефективне обертання навколо нього і фіксує у площині 6 атомів (два зв'язані атоми карбону, кожен із них з'єднаний іще з двома атомами). Якщо ці 4 замісники при подвійному зв'язку різні щонайменше попарно, стають можливими два способи їхнього розташування відносно подвійного зв'язку. Ці способи позначають додаванням префіксу цис- (якщо найстарші замісники знаходяться по один бік відносно лінії подвійного зв'язку) або транс- (в іншому випадку). Сучасна номенклатура IUPAC оперує замість цих префіксів позначеннями Z- (нім. zusammen «разом») та E- (нім. entgegen «навпроти») відповідно; зверніть увагу, що форма цих літер суперечить наданому їх значенню.

Алоза та глюкоза — діастереомери
Z- та E-ізомер 1,2-диметилциклопентану
Цис-транс-ізомери етену

## Загальна кількість стереоізомерних форм
Загальна кількість просторових ізомерів визначається формулою 2n, де n — кількість у молекулі елементів хіральності та подвійних зв'язків і жорстких циклів, які створюють умови для існування цис-транс-ізомерів. Приміром, існує 16 стереоізомерних гексоз (8 різних назв та D, L-позначення); молекула гексози у відкритій формі містить 4 хіральних атоми карбону, і 24 = 16.
Ця кількість може скорочуватися внаслідок наявності в молекулі додаткових елементів симетрії. Так, у вищенаведеному прикладі E-1,2-диметилциклопентан існує у вигляді пари енантіомерів, а у Z-1,2-диметилциклопентану оптичних ізомерів немає, він є мезо-формою внаслідок наявності площини симетрії. Тож, хоча в молекулі 1,2-диметилциклопентану є 2 хіральних центри, замість 22 = 4 стереоізомерів існують лише 3.